# Golden Eagle
Golden Eagle è il nome di due personaggi immaginari pubblicati dalla DC Comics. Il primo Golden Eagle fu introdotto in Justice League of America (vol. 1) n. 116 (marzo 1975), e fu creato da Cary Bates e Dick Dillin. Si unì ai Titans West in Teen Titans (vol. 1) n. 50 (ottobre 1977).
Il secondo Golden Eagle è un membro della Aryan Brigade introdotta in Justice League Task Force n. 10 (marzo 1994).

## Charley Parker

### Pre-Crisi
Il Golden Eagle originale era un orfano di nome Charley Parker. Charley viveva nell'orfanotrofio di Midway City e idolatrava Hawkman. Un giorno inviò una lettera al supereroe, in cui descriveva un costume "fatto in casa". in Justice League of America vol. 1 n. 109, a Hawkman fu ordinato di tornare su Thanagar, dimettendosi così dalla Justice League of America. Golden Eagle debuttò sette numeri dopo in Justice League of America vol. 1 n. 116.
Lo stesso Parker spiegò che un giorno, indossando il suo costume da "Hawkman", stava fantasticando di essere un supereroe thanagariano, quando una strana luce lo ricoprì tramutando il suo costume di Hawkman nell'esatta replica di quello originale. Ottenne anche l'abilità di volare grazie alle ali finte impiantate nel costume. Da quel momento, Charley poteva cambiare i suoi abiti da individuo normale in quelli da Hawkman a volontà. La Justice League fu chiamata dalla polizia di Midway City a causa di numerosi incidenti in cui i criminali venivano lasciati direttamente al dipartimento di polizia, catturati da qualche sconosciuto che lasciava come unica traccia una piuma d'oro - il vecchio modus operandi di Hawkman.
I Leaguers investigarono e si imbatterono in Golden Eagle quando tentarono di attaccare il vecchio nemico di Hawkman - Mark Mandrill, il Matter Master, un uomo con una bacchetta controllata mentalmente che poteva cambiare la materia a volontà - per esempio, cambiando le teste dei Leaguers in teste d'animali. Matter Master credette che Golden Eagle fosse Hawkman, e mentalmente fece sì che la sua bacchetta magica portasse Golden Eagle al suo nascondiglio segreto. Mandrill immaginò che la sua bacchetta doveva aver trasformato Charley, agendo come una sorta di necessità subcosciente del criminale per sconfiggere Hawkman, che non vide per mesi. Alla fine della storia, Charley si trasformò in un teenager qualsiasi.
Charley si vide ancora nel numero seguente di Justice League of America, quando Freccia Verde lo portò a bordo del Satellite della League come nuova "mascot" (una specie di nuovo Snapper Carr).

### Post-Crisi

#### Rilancio
Nel 1989, Golden Eagle fu trasformato retroattivamente in un surfista californiano, incapace di tenersi un lavoro. La connessione precedente ad Hawkman fu abbandonata. Invece, il suo passato era un mistero, proprio come le origini del suo costume e dei suoi poteri. Nondimeno, rimase collegato ai Titans West e fu coinvolto nella storia Titans Hunt, dove fu ucciso da un membro della Wildebeest Society.

#### Ch'al Andar
In Hawkman (vol. 4) n. 43, fu introdotta una nuova origine per Golden Eagle. Una volta orfano all'orfanotrofio Sister of Mercy di Midway City, Charley Parker fu sbalzato tra diverse case di accoglienza e orfanotrofi per buona parte della sua infanzia, imparando la durezza della vita nel frattempo. A sedici anni, divenne uno spacciatore di droga per contro di Mick Valdare, e fu adottato da numerose famiglie. Valdare pagò queste famiglie profumatamente, cosa che permise a Parker, e per estensione a Valdare, di mantenere un profilo basso e di avere le spalle parate in caso di cattura. Parker visse una vita fatta di ricchezza, macchine veloci, abiti costosi, e belle donne, finché non compì 18 anni. Valdare lo licenziò perché non era più un minorenne. Parker, perso, solo e senza le comodità con cui era cresciuto, considerò la possibilità del suicidio. Fu salvato da Hawkman, che divenne per lui una sorta di mentore. Su raccomandazione dell'eroe, Parker trovò lavoro presso Carter Hall, curatore del museo locale, e identità civile di Hawkman. Parker accettò, e fu presto presentato ad altri eroi, come Hawkgirl e Adam Strange.
Parker si guadagnò la fiducia di Hall quando difese Hawkgirl dal Ladro di Ombre. Hall gli rivelò la sua identità, dando a Parker un'armatura thanagariana che fu scoperta da Adam Strange, e cominciò ad allenarlo per trasformarlo in un eroe. Parker, ora noto come Golden Eagle, finalmente sentì di avere uno scopo nella vita. Carter Hall dovette lasciare la Terra per qualche tempo e diede i suoi dispositivi a Parker. Infine, Parker si unì ai Titans West, ma dopo che la squadra si sciolse, ritornò alla sua vita da fannullone, facendo surf e lavoracchiando qua e là per guadagnarsi un po' di soldi. Dopo aver scoperto che offrendo i suoi servizi come eroe non guadagnava abbastanza, abbandonò l'identità di Golden Eagle. Fu poi rintracciato da Deathstroke che gli chiese di rintracciare alcuni membri dei Teen Titans all'inizio della storia Titans Hunt. Durante questo periodo, mentre combatteva al fianco di Aqualad contro la Wildebeest Society, Parker fu soffocato a morte. Una statua in sua memoria fu eretta nella sezione commemorativa della Titans Tower. Sfortunatamente, intervenne il fato. Miracolosamente resuscitato dal Metallo Nth all'interno della sua armatura aliena, affermò di aver riscoperto le motivazioni che lo spinsero verso il bene.
La storia si dimostrò essere uno stratagemma, e i veri colori e le vere motivazioni di Parker furono messe a nudo in Hawkman vol. 4 n. 44 e n. 45. Quando Carter Hall sembrò morire in battaglia, Parker reclamò la sua eredità, diventando il nuovo Hawkman. Volle vincere l'amicizia di Kendra, e affermò di essere il "vero" figlio di Hawkman. Mostrò a Kendra una nave spaziale costruita grazie ad alcuni progetti all'interno dell'armatura di Golden Eagle, e le chiese di seguirlo su Thanagar. Quando lei rifiutò sia la sua proposta che le sue avances sessuali, Parker la picchiò e le espose la verità a proposito della sua relazione con Hawkman. Sull'orlo di uccidere Kendra e rimpiazzarla con una ragazza thanagariana, "più adatta ai suoi gusti", Parker dovette confrontarsi con un Carter Hall più che vivo, che miracolosamente ritornò per uno scontro finale con il suo ex protetto.
Nel combattimento conseguente tra i due Hawkmen, si scoprì che Parker era veramente il figlio di Hawkman, il criminale Fel Andar, la spia inviata da Thanagar per scatenare l'invasione, l'alleanza aliena contro la Terra, e della terrestre Sharon Parker. Parker pianificò con cura la morte di Carter Hall, creando un'alleanza tra i numerosi nemici di Hawkman. Drogò Hall così che picchiasse Hawkgirl, perché lo tradisse così come i Thanagariani e i terrestri tradirono suo padre. Hall sconfisse i suoi nemici e inviò Parker, insieme a una registrazione delle sue confessioni, su Thanagar perché venisse giudicato per i suoi crimini.

#### Guerra tra Rann e Thanagar
Arrivando su Thanagar all'inizio della guerra contro il pianeta Rann, si guadagnò il perdono per i suoi crimini e fu inserito come leader degli Wingmen inviati su Rann. Mezzo cieco a causa della batosta subita per mano di Carter Hall, Parker aveva adesso un occhio cibernetico sul bulbo oculare sinistro ed una nuova armatura. In battaglia con Hawkman, Hawkgirl ed Adam Strange, Parker si riunì finalmente con suo padre, Fel Andar, che abbandonati i suoi progetti malvagi di dominazione, cercava solo il perdono e ciò che era meglio per Thanagar. Andar pregò suo figlio di seguire la stessa strada: Parker rinunciò ad un attacco contro Hawkman ed Hawkgirl, ma è ancora incerto quale strada scelse. Suo padre, Fel Andar, fu ucciso durante un incontro con Blackfire.

#### Countdown to Adventure
Dopo che l'aliena Forerunner Viza Aziv fu esonerata dall'incarico di armata multiversale del Monarca, si ritrovò nello spazio a bordo di una nave spaziale pirata che, prontamente, fece sua. Poco dopo, una flotta thanagariana in cerca del capitano originale le chiese di arrendersi, cosa che lei contraccambiò con una sfida onorabile con il loro leader. Guarda caso, il loro leader era Golden Eagle. Viza invocò la legge della scelta, un'usanza sul suo pianeta che permetteva al vincitore di scegliere qualsiasi premio come ricompensa per la vincita. Dopo che Viza sconfisse sia lui che la sua truppa, decise che come premio voleva proprio lui, costringendolo a servirla come schiavo sessuale a bordo della sua nave spaziale. Quando Forerunner trovò un pianeta che le andava a genio, permise a Golden Eagle di andarsene.

## Altre versioni
Esiste una seconda versione di Golden Eagle, che è un membro della Aryan Brigade. Questo Golden Eagle è molto diverso dall'originale, in quanto è equipaggiato di ali meccaniche ed è un forte sostenitore della supremazia del potere bianco.